# سرو ال موئرتو
سرو ال موئرتو (به اسپانیایی: Volcán El Muerto) یک کوه و آتشفشان در شیلی است که در بخش تینوگاستا واقع شده‌است. سرو ال موئرتو ۶٬۵۱۰ متر بالاتر از سطح دریا واقع شده‌است.